# NGC 6204
NGC 6204 é um aglomerado estelar aberto na direção da constelação do Altar. Foi descoberto pelo astrônomo escocês James Dunlop em 1826. Devido a sua moderada magnitude aparente (+8,2), pode ser visto até mesmo com bons binóculos ou equipamentos maiores. Contém pelo menos 70 estrelas.